# Jee Yong-ju
Dans ce nom, le nom de famille, Jee, précède le nom personnel.
Jee Yong-ju est un boxeur sud-coréen né le 19 décembre 1948 à Wonju, dans la province du Gangwon, et mort le 25 août 1985 dans la même ville.

## Carrière
Jee Yong-ju s'illustre lors des Jeux olympiques de Mexico en 1968 en étant sacré vice-champion olympique en catégorie poids mi-mouches, battu en finale par le Vénézuélien Francisco Rodríguez. Le Sud-Coréen remporte une médaille d'or continentale en catégorie poids mouches lors des Jeux asiatiques de Bangkok en 1970.
Il meurt d'une hémorragie après avoir été poignardé par son voisin lors d'une dispute en août 1985.